# Federico Leo

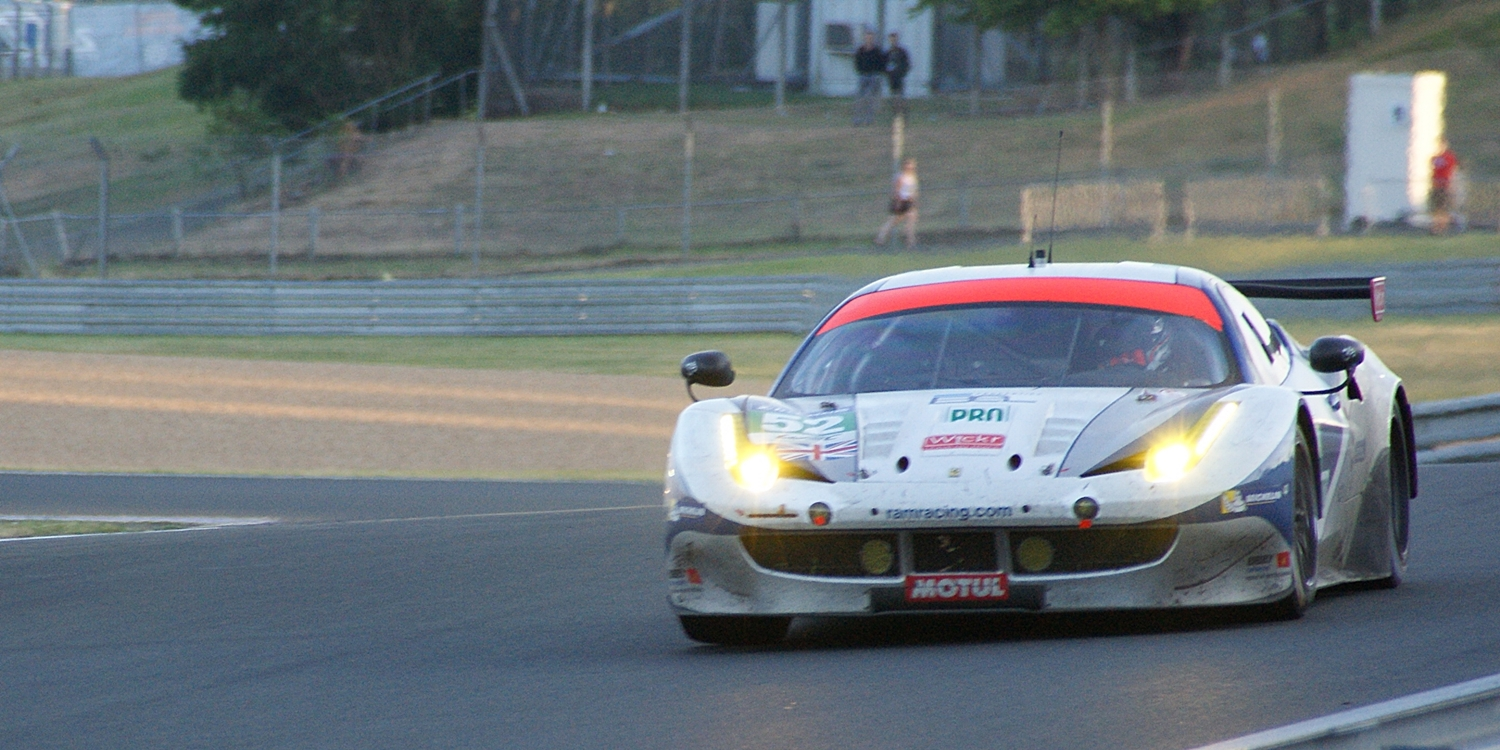
Der Ferrari 458 Italia GT2 von Matt Griffin, Álvaro Parente und Federico Leo beim 24-Stunden-Rennen von Le Mans 2014

Federico Leo (* 27. August 1988 in Varese) ist ein italienischer Rennfahrer. Er gewann 2011 die FIA-GT3-Europameisterschaft.

## Karriere
Leo begann seine Motorsportkarriere 2005 im Formelsport in der Winterserie der italienischen Formel Junior, die er auf dem 13. Gesamtrang beendet. 2006 war er in der Winterserie der italienischen Formel Renault aktiv und belegte den 15. Platz im Gesamtklassement. Sein Hauptaugenmerk lag 2006 allerdings auf der italienischen Formel Junior 1600, die er mit einer Podest-Platzierung auf dem zwölften Gesamtrang beendete. In der folgenden Saison wechselte Leo in die italienische Formel Renault und blieb in der Saison punktelos. 2008 wechselte der Italiener in den deutschen Formel-3-Cup, in dem er mit einer Podest-Platzierung den neunten Gesamtrang belegte. Außerdem nahm er an einem Rennen der britischen Formel-3-Meisterschaft teil.
2009 stieg Leo in die World Series by Renault auf und trat als Teamkollege von Marcos Martínez für Pons Racing an. Nachdem er bei den ersten acht Läufen keine Punkte erzielen konnte, holte er beim Saisonfinale seine ersten Zähler und belegte am Ende den 21. Platz in der Gesamtwertung. Mit seinem Teamkollegen, der Siebter wurde, konnte er nicht mithalten. 2010 blieb Leo bei Pons Racing in der World Series by Renault und erhielt mit seinem Landsmann Daniel Zampieri einen neuen Teamkollegen. Er wurde regelmäßig von Zampieri geschlagen und beendete die Saison auf dem 17. Gesamtrang. Außerdem nahm er für Trident Racing an zwei Rennwochenenden der Auto GP, in der er 16. in der Gesamtwertung wurde, und an einem Rennwochenende der GP2-Serie, in der er den 32. Gesamtrang belegte, teil. Darüber hinaus machte er in der Le Mans Series in der LMP2-Klasse Erfahrungen außerhalb des Formelsports.
2011 wechselte Leo in den GT-Sport. Für AF Corse startete er als Teamkollege von Francesco Castellacci in der FIA-GT3-Europameisterschaft und gewann auf Anhieb den Titel.

## Statistik

### Karrierestationen
| - 2006: Italienische Formel Junior 1600 (Platz 12) - 2007: Italienische Formel Renault - 2008: Deutsche Formel 3 (Platz 9) | - 2009: World Series by Renault (Platz 21) - 2010: World Series by Renault (Platz 17) - 2010: Auto GP (Platz 16) | - 2010: GP2-Serie (Platz 32) - 2010: Le Mans Series, LMP2 (Platz 17) - 2011: FIA-GT3-Europameisterschaft (Meister) |

### Le-Mans-Ergebnisse
| Jahr | Team       | Fahrzeug               | Teamkollege  | Teamkollege    | Platzierung | Ausfallgrund    |
| ---- | ---------- | ---------------------- | ------------ | -------------- | ----------- | --------------- |
| 2014 | RAM Racing | Ferrari 458 Italia GT2 | Matt Griffin | Álvaro Parente | Ausfall     | Getriebeschaden |